# البراعم (أسوان)
قرية البراعم هي إحدى القرى التابعة لمركز نصر النوبة في محافظة أسوان في جمهورية مصر العربية.